# Newirelandmunia
Newirelandmunia (Lonchura forbesi) är en fågel i familjen astrilder inom ordningen tättingar.

## Utseende och läte
Newirelandmunian är en liten finkliknande fågel med bröst och buk i ljusorange. Ovansidan är djupt brun, huvudet svart. Stjärten är guldgul och undergumpen svart. Arten är relativt tystlåten, men det vanligaste lätet är en kör av mjuka "peep" och "see". 

## Utbredning och systematik
Fågeln förekommer enbart på ön New Ireland i Bismarckarkipelagen. Den behandlas som monotypisk, det vill säga att den inte delas in i några underarter.

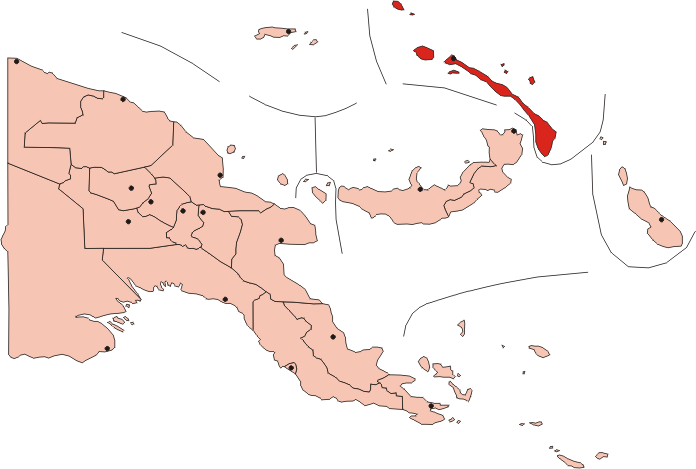
Provinsen New Ireland i Bismarckarkipelagen, där den största av de rödmarkerade öarna är huvudön New Ireland.

## Levnadssätt
Newirelandmunian hittas i stånd av högt gräs från låglänta områden upp till 1000 meters höjd.

## Status
Fågeln har ett begränsat utbredningsområde, men beståndet anses vara stabilt. IUCN kategoriserar arten som livskraftig.

## Namn
Fågelns vetenskapliga artnamn hedrar brittiske zoologen William Alexander Forbes (1855-1883).